# Pliening
Pliening ist die nördlichste Gemeinde im oberbayerischen Landkreis Ebersberg. Der gleichnamige Hauptort ist Sitz der Gemeindeverwaltung. Im regionalen Dialekt wird Pliening als „Pleaning“ ausgesprochen.

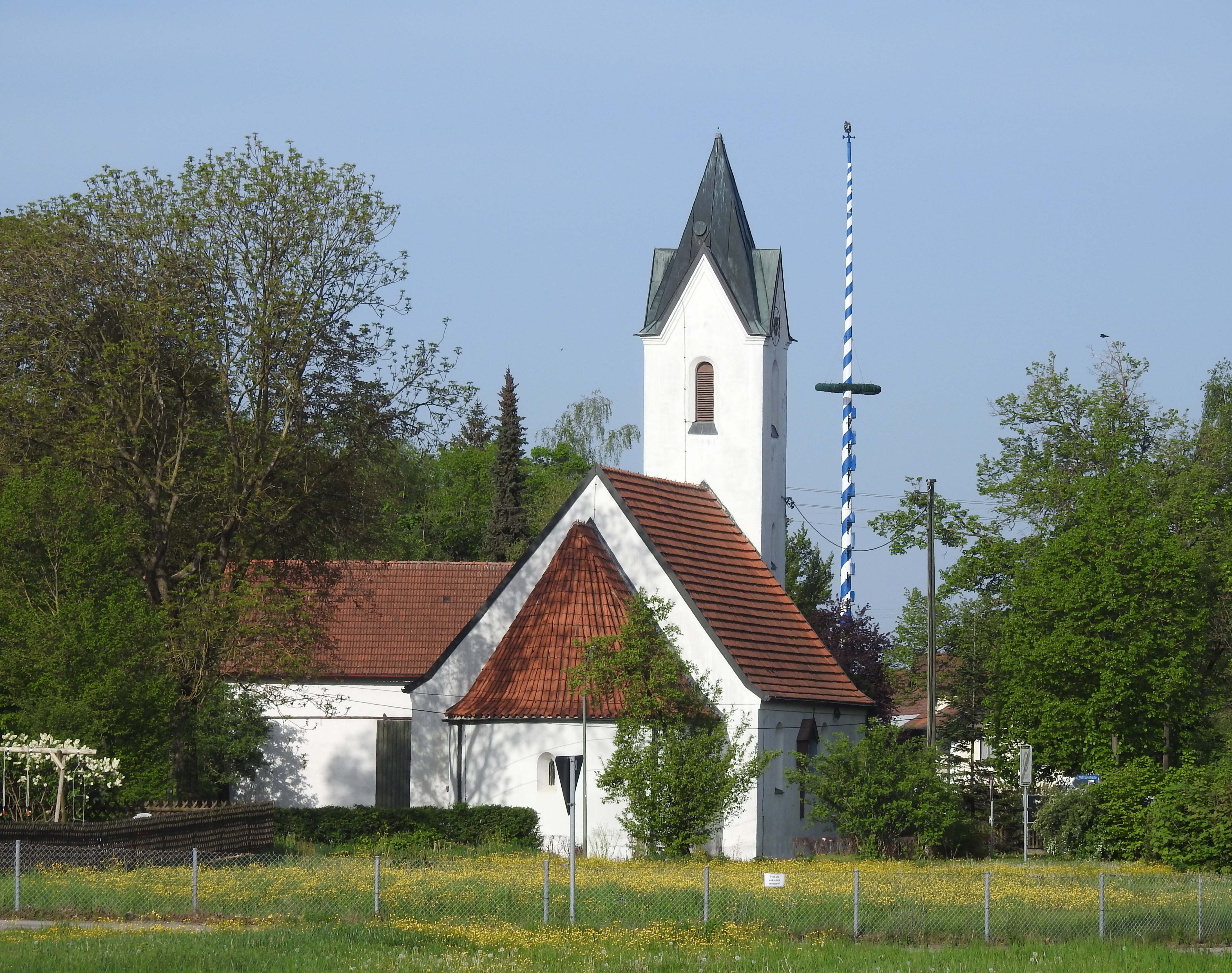
Kirche in Pliening

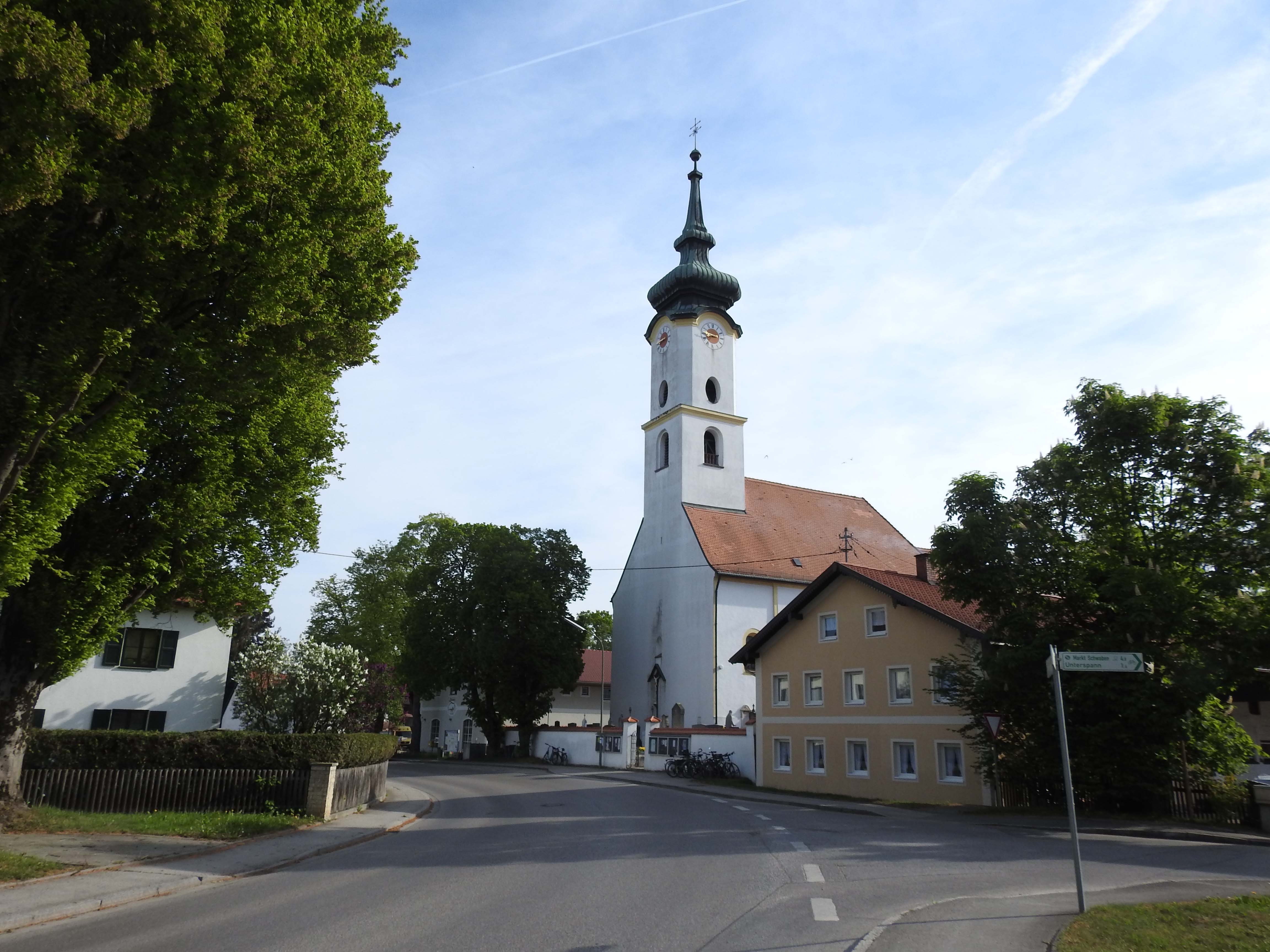
Ehemalige Wallfahrtskirche in Gelting

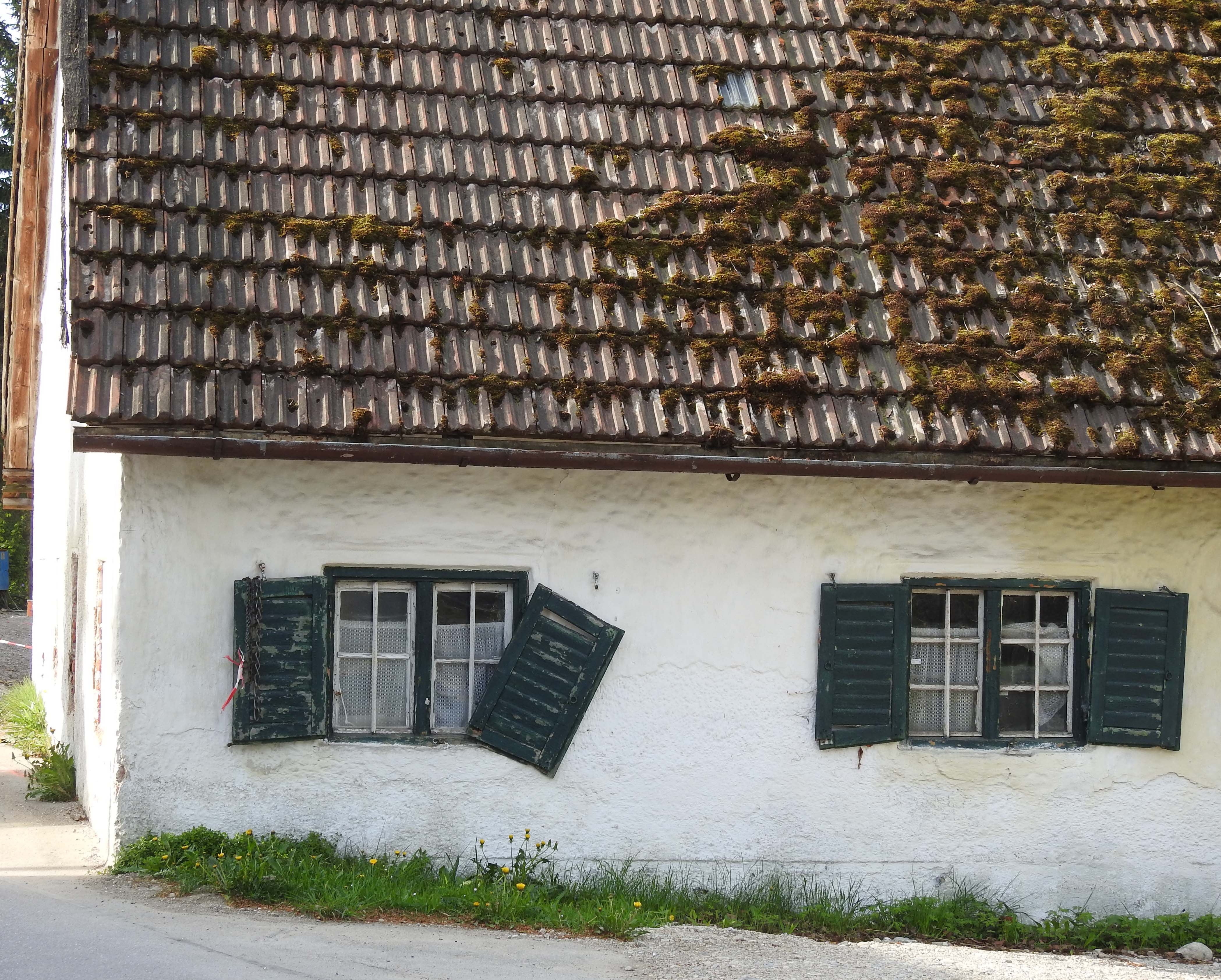
Kleinbauernhaus in Gelting

## Geographie

### Lage
Pliening liegt in der Region München, am Ismaninger Speichersee inmitten der Münchner Schotterebene etwa 16 km südwestlich von Erding, sechs Kilometer westlich von Markt Schwaben, 22 km nordwestlich der Kreisstadt Ebersberg und 21 km östlich der Landeshauptstadt München. Der nördlichste Punkt des Landkreises Ebersberg gehört zur Gemeinde Pliening und liegt am Ufer des Ismaninger Speichersees. Der Zugang über Land ist nur über das Gebiet des Landkreises Erding möglich. Die 2,8 Hektar große Exklave entstand 1928 durch die Flutung des Speichersees, ist Teil eines Testgeländes von BMW und öffentlich nicht zugänglich.
Im öffentlichen Nahverkehr wird Pliening von Buslinien des Regionalverkehr Oberbayern im Tarifsystem des Münchner Verkehrs- und Tarifverbundes bedient, Anschluss zur S-Bahn besteht im drei Kilometer entfernten Poing. Zum Flughafen München sind es etwa 27 km über die Flughafentangente Ost.

### Gemeindegliederung
Pliening hat zehn Gemeindeteile (in Klammern ist der Siedlungstyp angegeben):
- Erlmühle (Einöde)
- Gelting (Pfarrdorf)
- Gerharding (Einöde)
- Gigging (Einöde)
- Landsham (Kirchdorf)
- Ottersberg (Dorf)
- Pliening (Kirchdorf)
- Schmalzmaier (Einöde)
- Unterspann (Weiler)
- Ziegler (Einöde)

Es gibt die Gemarkungen Gelting und Pliening.

## Geschichte
Vereinzelte prähistorische Funde auf dem Gemeindegebiet weisen auf eine Besiedlung seit der Jungsteinzeit hin. In der Geltinger Feldflur fand man ein Steinbeil, das auf etwa 4000 v. Chr. datiert wurde.
In der Bronzezeit entstand eine kleine Siedlung auf einem Streifen Grasland zwischen den Wäldern im Süden und dem Moor im Norden des Gemeindegebietes. Die Menschen dieser Siedlung lebten überwiegend von der Schafzucht. Aus der Bronzezeit stammt ein Armreif, der in Gelting gefunden wurde.
Die spätere Besiedelung – zwischen 850 v. Chr. und 50 v. Chr. – ist der keltischen Hallstattkultur zuzurechnen, was durch Keramikfunde belegt ist. 1927 entdeckte man in Gelting auch das keltische Flachgrab einer Frau, mit Ringen und Fibeln und in der Geltinger Kiesgrube eine goldene Armspange, aus der Zeit kurz nach 500 v. Chr. Im Lauf der Zeit entwickelte sich aus der zunächst lockeren Besiedlungsstruktur eine befestigte Dorfanlage. Nach der Eroberung des süddeutschen Gebietes durch die Römer 15 v. Chr. war das heutige Gemeindegebiet Teil des Römischen Reiches. Einige Funde weisen auch auf eine römische Anwesenheit im Gemeindegebiet hin.
Mit der Zeit der Völkerwanderung ab etwa 400 n. Chr. kamen neue Siedler: Der germanische Stamm der Bajuwaren entstand aus Alteingesessenen und Einwanderer. Zu letzteren gehörten alamannische Siedler. Sie gehörte am Ende des 5. Jahrhunderts zu den Flüchtlingen, nach der Eroberung der alemannischen Gebiete durch die Franken. Unter dem ostgotischen König Theoderich fanden sie Schutz und Aufnahme in Rätien. Unter Führung von Pleon (Pleonunc), aus der Sppe der Pleoniden, die vom Neckar stammten, ließen sich im heutigen Gemeindegebiet nieder. Pleon ist der Namensgeber von Pliening. Ergebnisse der Luftbildarchäologie zeigen eine lose Streusiedlung. Aus der Zeit des Pleonunc sind bis in die heutige Zeit die drei Urhöfe Sellmayr, Wunsam und Wolfram erhalten.
Um 700 n. Chr. wurde das Gemeindegebiet christianisiert. Die erste Kirche wurde etwa im 11.–12. Jahrhundert errichtet. Es handelte sich hierbei um eine Holzkirche in Schwellenbauweise. Über den Resten dieses Gebäudes befindet sich die heute noch genutzte Kirche.

### Pliening bis zur Gemeindebildung
Pliening wurde vom Urbarshof zu Gelting (heute: Zehmerhof) aus gegründet. Bis etwa ins 14. Jahrhundert wurde es zur Unterscheidung vom älteren „Kirchpliening“ „Moospliening“ genannt. Als Urhöfe gelten der Sellmayr, Wunsam und Wolfram. Die Plieninger Kirche wurde um 1000 n. Chr. erbaut. Im Laufe der Zeit wurde der Ortsname „Pliening“ nur mehr für den westlichen Ort verwendet.

Der Zehmerhof in Gelting

Vor allem durch die günstige Lage an der Straße zwischen Erding und München entwickelte sich der Ort in der Neuzeit sehr schnell. Derzeit wird von der Gemeinde und dem Straßenbauamt in Rosenheim eine Umgehungsstraße um Pliening und Landsham geplant, die eine Entlastung vom Durchgangsverkehr bringen soll. Das Vorhaben wird vor allem vom Einzelhandel in der Gemeinde Pliening kritisiert, da dieser voraussichtlich ganz zum Erliegen kommt. Auch mit welchen Mitteln die Umgehungsstraße gebaut werden soll, ist noch völlig offen.

### Geschichte der Teilorte

#### Gelting
Gelting besteht aus zwei Gründungen: dem urkundlich älteren südlichen „Kirchpliening“ und dem nördlichen Teil, Gelting. Der südliche Teil (früher: „Kirchpliening“) bestand bis ins Mittelalter nur aus der Kirche und dem Urbarshof (heute: Zehmerhof). Im Laufe der Jahrhunderte erhielten einfache Tagelöhner Häuser, wodurch der südliche Teil in geringem Maße an Einwohnern gewann. Dieser Teil des Ortes gilt als das eigentliche Pliening und wurde von dem Alemannen Pleon gegründet. Seine Sippe stammt ursprünglich aus dem Gebiet des Neckars. 813 schenkte der adelige Priester Cundhart dem Bischof von Freising Flächen seines Hofes „nahe bei Pleoningas“ (heute: Zehmerhof) und errichtete darauf eine Kirche. Sie gilt als Vorfahrin der heutigen Geltinger Kirche.
Der nördliche Teil Geltings, das eigentlich Gelting, wurde 855 erstmals urkundlich erwähnt und gilt als Gründung eines „Gelto“. Seine Herkunft ist nicht gesichert: Es könnte sich sowohl um eine Abwandlung des Namens „Kelto“ (also auf eine alte keltische Siedlung hinweisen) als auch um einen Verwandten der Sippe des Pleon handeln, der in der Nähe seines Vetters selbst eine Siedlung gründete. Die Gemeinde wurde am 1. Januar 1975 nach Pliening eingemeindet.

Ortsansicht von Gelting aus südwestlicher Richtung

#### Landsham
Der schreitende Bär im Wappen der Gemeinde Pliening ist vom Wappen der altbayerischen Adelsfamilie der Nansheimer (zu Landsham) hergeleitet, die vom ausgehenden 11. bis in das 15. Jahrhundert im Bereich Landsham-Pliening begütert waren. Um 1040 schenkte der Andechser Graf Rasso von Dießen seinem Verwandten Priester Heribert sein Besitztum in Landsham, worauf Letzterer eine Kirche erbaute, die 1315 als Pfarrkirche der jetzigen Pfarrei Schwaben beurkundet war. Der Besitz wurde nach kurzer Zeit an das Freisinger Domkapitel veräußert. Aus diesem Umstand erklärt sich die heutige, prächtige Kirche in Landsham.

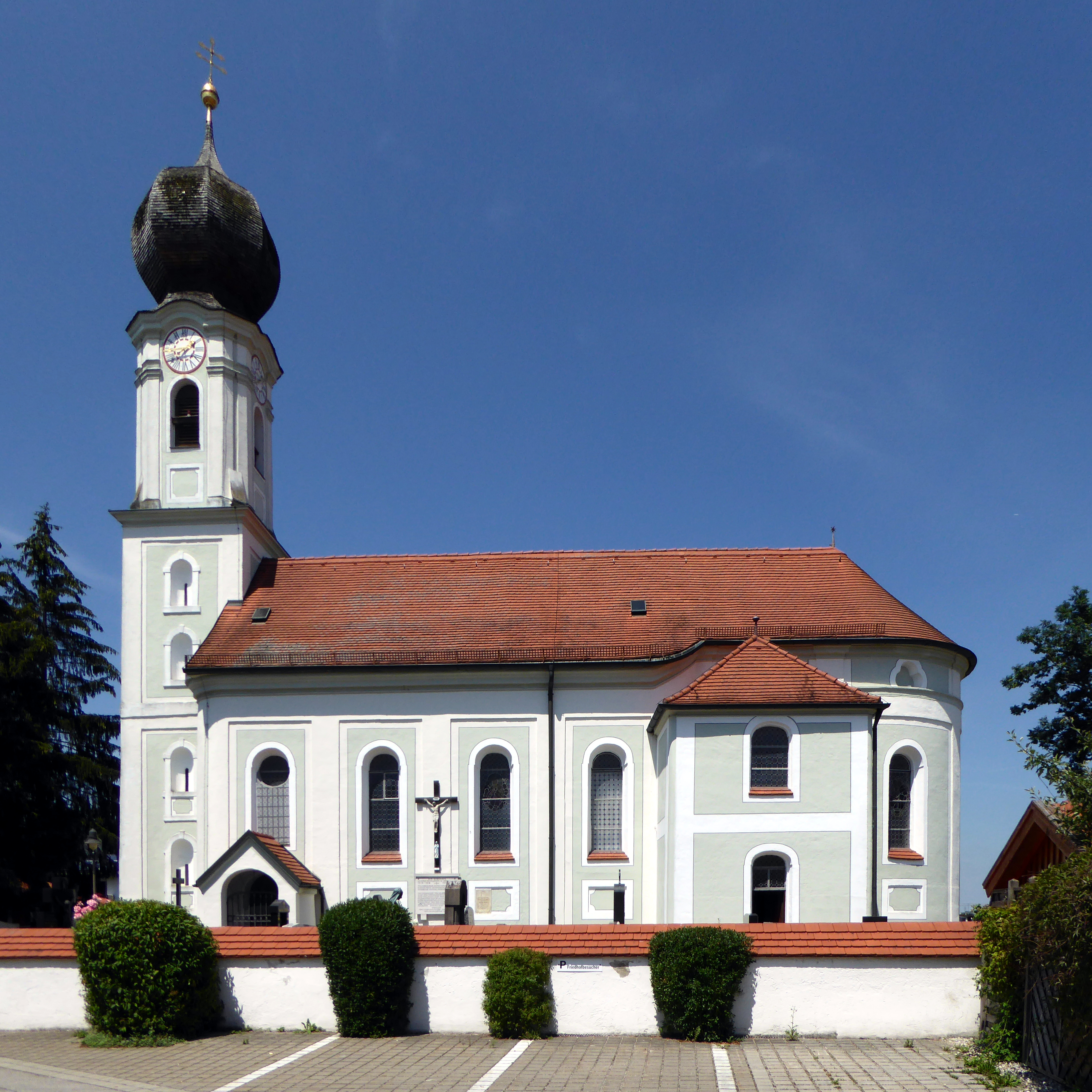
Stephanskirche in Landsham

Bis zur Auflösung 1881 gehörten zur Pfarrei Landsham die Kirchen Pliening, Gelting, Anzing, Neufarn und Markt Schwaben, zu sehen auf einem Bild in der Landshamer Kirche. In den Matrikeln des Freisinger Bischofs Konrad aus dem Jahre 1315 ist erstmals in Schwaben eine Kirche mit einem Friedhof als Filiale der Pfarrei Landsham erwähnt. Um 1430 wurde ein Pfarrsitz in Schwaben errichtet, das als Markt und Sitz des Landgerichts bedeutender war, als das bäuerliche Landsham. Am 1. April 1831 wurde Landsham von einer Feuersbrunst heimgesucht, bei der das alte hölzerne Vikarhaus niederbrannte. Im 19. und 20. Jahrhundert war die Pfarrei von Landsham eine Filiale der Pfarrei St. Andreas in Kirchheim. Die Schüler von Landsham besuchten lange Zeit die Schule in Kirchheim. Des Weiteren entstand in Landsham in den 1990er-Jahren ein Gewerbegebiet, welches die Haupteinnahmequelle der Gemeinde Pliening darstellt.
Die Ortsbezeichnung Landsham hat sich im Laufe der Jahrhunderte mehrmals geändert. Bis zum Ausgang des 16. Jahrhunderts sprachen die historischen Quellen von Nandeshaim, Nandhaim oder Nonsham. Dies bedeutet Heim oder Haus des Nando. Erst hernach erfolgte eine Namensänderung durch Dissimilation von „n“ zu „l“ im Anlaut. Dabei wurde das Wort „Land“ eingedeutet. Über die Vorgeschichte des Dorfes war uns bis zum Jahre 2002 so gut wie gar nichts bekannt. Dies änderte sich mit der Erschließung des Baugebiets östlich der Gruber Straße. Es wurde eine Fläche von 13.000 m² archäologisch untersucht. Dabei ließen sich drei Gebäude von teils beachtlicher Größe rekonstruieren, die der Bronzezeit (in Mitteleuropa 2000–1200 v. Chr.) zugeteilt werden können. Zum anderen wurden zwei kleine spätrömische Gräberfelder des 4./5. Jahrhunderts n. Chr. untersucht. Menge und Qualität der Grabbeigaben lassen interessante Rückschlüsse zu. Mit gutem Grund vermuten die Fachleute, dass in der uns bisher unbekannt gebliebenen zivilen Siedlung eine Mischbevölkerung aus römischen und alemannischen Elementen zusammenlebte, die zu einer gut situierten sozialen Mittelschicht zu zählen ist.
Im 8. und 9. Jahrhundert mussten neue Siedelstellen geschaffen werden. So erhielt der freie Nando vom königlichen Statthalter und Grafen das Recht, hart am Mos0srain, am quellfrischen Wasser eines Gfillbaches braches Land urbar zu machen. Nando muss ein bedeutender Mann gewesen sein. Die Freisinger Bischöfe Hitto und Erchenbert haben ihn immer wieder als Zeugen bei der Abfassung wichtiger Urkunden hinzugezogen. Er bezeugte im Jahr 822, dass sich Bischof Hitto und Hruodloh über ein Gebiet bei Aßling verständigt haben. 845 und 850 war er anwesend beim Abschluss von Verträgen über Besitz zu Daglfing und Gronsdorf. Durch diese urkundlichen Aussagen ist also für die Zeit der karolingischen Herrschaft die Existenz eines bedeutenden Herrenhofes mit dazugehörigen Ausbauhuben und Sölden zu Landsham gesichert. Schon seit früher Zeit nahmen die Grafen von Haching Rechte und Besitze in Landsham und Gerharding ein. Später sind deren Nachfolger, die Grafen von Dießen/Andechs, die Eigentümer. Graf Rasso von Dießen überließ sein Gut zu Landsham dem mit ihm nahe verwandten Priester Heribert. Es gibt begründete Ansichten, dass diese Schenkung im Jahre 1017 vorgenommen wurde. Dabei wurde Landsham unter der Bezeichnung „Nandeshaim“ erstmals urkundlich festgehalten. Heribert erbaute in Landsham eine Kirche und übergab das Gotteshaus, das gewiss schon dem heiligen Stephanus geweiht war, und all sein Eigentum in Landsham 1048 dem Domkapitel zu Freising.
Ein weiter Komplex zu Höfen, Äckern, Wiesen und Weideland ist damit in kirchliche Hand gegeben worden. Der gesamte Ortsteil westlich und nördlich der Straße mit Wimmer als Haupthof (Kirchheimer Straße 2) und Thalmair war betroffen. Sogar eine Änderung der kirchlichen Organisation ist dadurch offenbar veranlasst worden. Nandesheim wurde Pfarrsitz einer Großpfarrei, die im Süden bis Neufarn und Parsdorf reichte und im Osten noch die Filiale Schwaben einschloss. Bis 1400 ist es dabei geblieben. Dann zog der Pfarrer nach (Markt) Schwaben um. Landsham zeichnet sich seit jeher durch seine großen, schönen Höfe aus. Zu den Urhöfen sind Finauer, Katzbeck, Lenz, Wimmer, Thalmair und Hintermair zu zählen. Die in weltlicher Hand verbliebenen Höfe wurden später vom Münchner Patriziat erworben und zwei Benefizien bei St. Peter übereignet. Im Spätmittelalter ist für Landsham ein vitaler Ortsadel bekannt, die Nandshaimer. Als Zeichen ihres Rittertums durften sie ein Wappen führen. Sie hatten sich für einen schreitenden, schwarzen Bären entschieden. Er fand auf dem Gemeindewappen vor silbernem Hintergrund Platz.

#### Ottersberg
Im Jahr 980 wurde erstmals der Name „Otacheresperch“ im Traditionsbuch des Klosters Ebersberg in einer Schenkungsurkunde erwähnt.

Ortsansicht von Ottersberg aus nordnordöstlicher Richtung

### Gemeindegründung
Im Jahre 1818 entstand durch das bayerische Gemeindeedikt die Gemeinde Pliening, die zudem folgende Teilorte umfasste:
- Erlmühle
- Gerharding
- Gigging
- Landsham
- Ottersberg
- Unterspann
- Weidachmeier

### Eingemeindungen
Im Zuge der Gebietsreform in Bayern wurde am 1. Januar 1975 die Gemeinde Gelting eingegliedert.  Zu Gelting gehörten die Teilorte:
- Geltingerau, früher Stöckel
- Schmalzmaier
- Ziegler, seit 1858
- Faltermühle (Hintermühle) und Kaspermühle (Kasparmühle), 1928/9 aufgelassen wegen des Neubaus des Ismaninger Speichersees

### Einwohnerentwicklung
Zwischen 1988 und 2018 wuchs die Gemeinde von 3452 auf 5630 um 2178 Einwohner bzw. um 63,1 %. Zum Stichtag 1. Januar 2023 waren 6288 Personen in der Gemeinde gemeldet.

### Konfessionsstatistik
Mit Stand 2019 waren von den 5990 Einwohnern 46,7 % Mitglieder der katholische Kirche, 10,6 % der evangelische Kirche und 42,6 % waren konfessionslos oder gehörten andere Glaubensgemeinschaften an. Mit Stand 2023 waren von den 6303 Einwohnern 41,4 % Mitglieder der katholische Kirche, 8,8 % der evangelische Kirche und 49,8 % waren konfessionslos oder gehörten andere Glaubensgemeinschaften an.

## Politik

### Kommunalpolitik
Der Gemeinderat besteht aus dem Ersten Bürgermeister Roland Frick (CSU) und den 20 ehrenamtlichen Gemeinderatsmitgliedern. Bei der Gemeinderatswahl vom 15. März 2020 (Amtszeit vom 1. Mai 2020 bis zum 30. April 2026) erhielt die CSU acht Sitze, Bündnis 90/Die Grünen vier Sitze, die Initiative für Pliening drei Sitze, die SPD zwei Sitze, Neues Forum zwei Sitze und die Wählergruppe Gelting einen Sitz.

### Wappen
| Wappen von Pliening | Blasonierung: „Geteilt; oben wieder geteilt und oben gespalten von Schwarz und Gold, unten in Blau drei, eins zu zwei gestellte, goldene Kronen; unten in Silber ein schreitender schwarzer Bär.“ |
| Wappen von Pliening | Wappenbegründung: Der Bär verweist auf das Wappen der altbayerischen Adligen Nansheimer (Bereich Pliening-Landsham). Die Kronen verweisen auf das Wappen des Klosters Benediktbeuern (Pliening). Die Pucher von Gelting führten ein Wappen, das geteilt und oben gespalten war. Der obere Teil des Gemeindewappens nimmt diese heraldische Figur auf. |

## Bau- und Bodendenkmäler
In der Gemeinde gibt es neun in der Denkmalliste gelistete Baudenkmäler, darunter die Kirchen in Pliening, Gelting und Landsham.
Zudem gibt es 42 in der Denkmalliste gelistete Bodendenkmäler, darunter die abgegangene Burg Gelting und Siedlungen der Hallstattzeit, der frühen Latènezeit und der römischen Kaiserzeit.

## Söhne und Töchter der Gemeinde
- Franz Xaver Bogner (* 1949), Regisseur
- Hans Schuler (* 1958), Schauspieler
- Stefan Marquard (* 1964), Koch und Fernsehkoch[17]
- Evelyn Huber  (* 1970), Musikerin